# Whayne Wilson
Whayne Antony Wilson Harris (Limón, 7 de septiembre de 1975 - San José, 18 de mayo de 2005) fue un futbolista costarricense. Jugaba de delantero y su primer equipo fue el Club Sport Herediano. 
Murió en un trágico accidente automovilístico el 18 de mayo de 2005, a la edad de 29 años, momento en que su carrera deportiva estaba en un punto alto y era parte del proceso eliminatorio de la selección nacional de su país.

## Trayectoria
Wilson hizo su debut profesional con el Club Sport Herediano el 26 de noviembre de 1997, y marcó su primer gol en el torneo nacional para Herediano fue contra el Municipal Goicoechea, el 4 de marzo de 1998. 
Tuvo su mejor temporada con la Asociación Deportiva Ramonense (donde jugó junto a su hermano menor Kendall Wilson) en el que anotó 20 goles, para convertirse en el segundo máximo goleador de la temporada 2003-04.  Wilson también jugó para el Club Sport Cartaginés y el Brujas FC durante la temporada 2004-05. 
En general, anotó 72 goles en 192 partidos en la Primera División de Costa Rica.

### Selección nacional
Wilson fue internacional con la Selección de fútbol de Costa Rica, con la que jugó 8 partidos internacionales y anotó 4 goles.  Su debut fue en la Copa América 2004 contra Chile el 16 de febrero de 2005.
Apareció en los cuatro partidos de la Copa Uncaf 2005 y marcó los tres goles con los que Costa Rica ganó el certamen.
Fue parte del equipo nacional que participó en los Juegos Olímpicos de Atenas 2004 y en las eliminatorias rumbo a la Copa Mundial de 2006, realizada en Alemania, aunque no pudo asistir al torneo.

## Muerte
El 14 de mayo de 2005 el automóvil conducido por Wilson chocó contra un camión en la Ruta 32, carretera que comunica a la capital San José con Limón, en las inmediaciones de Santo Domingo. Wilson murió cuatro días después en el Hospital Calderón Guardia. Le sobreviven cuatro hijas.

## Clubes
| Club               | País       | Año         |
| ------------------ | ---------- | ----------- |
| C.S Herediano      | Costa Rica | 1997 - 1999 |
| C.S Cartaginés     | Costa Rica | 1999 - 2001 |
| C.S Herediano      | Costa Rica | 2001 - 2002 |
| Santos de Guápiles | Costa Rica | 2002 - 2003 |
| A.D Ramonense      | Costa Rica | 2003 - 2004 |
| C.S Cartaginés     | Costa Rica | 2004        |
| Brujas F.C         | Costa Rica | 2005        |

## Palmarés

#### Títulos internacionales
| Título               | Equipo                  | Sede      | Año  |
| -------------------- | ----------------------- | --------- | ---- |
| Copa Centroamericana | Selección de Costa Rica | Guatemala | 2005 |